# レダマ

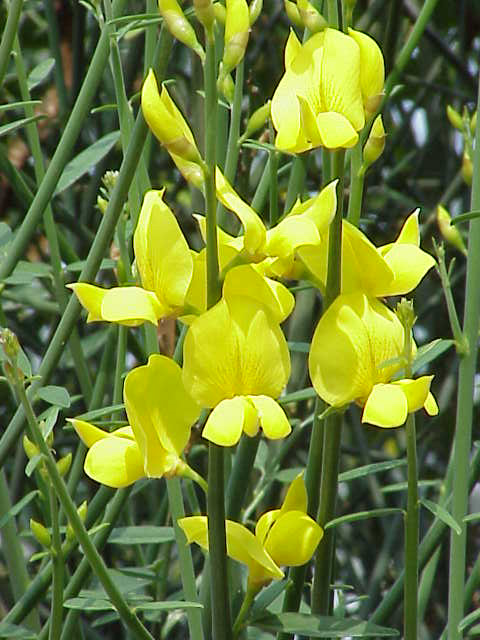
花

レダマ（連玉、鷹爪、鶯織柳、西: retama、学名: Spartium junceum）は、マメ科レダマ属の落葉低木である。レダマ属の唯一の種で、花木として庭などに植栽されている。

## 性状
地中海沿岸の日当たりと水はけの良い、特に砂地に多く分布している低木で、樹高は2～4メートルくらい、幹は直立し、根元では直径10cm近くになることもあるが、枝はもろい。エニシダ属やヒトツバエニシダ属によく似ているが、萼の形が少し違っている。葉は非常に細いが、これは乾燥地に耐えるためで、代わりに明るい緑色をした枝が、光合成を助けている。花は通常6月ころに咲き、直径2cmくらいの明るい黄色の蝶形花で、開花期には木全体が花で覆われる。強い香りがあるが、やにくさい、あるいは安物のポマードを連想させるにおいで、日本人では好き嫌いが分かれる。
日本には江戸時代初期に渡来して庭木などに利用された。性質が強く、アメリカ合衆国中西部や南アメリカ、オーストラリアなどに帰化しているが、湿度の高い日本では、開花させることはできるが、比較的短命で枯れることが多い。

## 学名の起源
属名は縄やひもなどを作るのに使った草の意味、種小名も「イグサに似た」という意味で、葉が非常に細いことに由来する。和名のレダマはスペイン語のボリビア方言「レタマ」からであるが、近縁の属にRetama属というものがあり、非常に紛らわしい。

## 栽培
栄養繁殖よりも種をまいた方が良く、播種後1～2年で開花する。種は栽培地に直截まくか、浅鉢などにまいて後で移植する。ただし、大きな苗の移植はできない。種をまいたら2mmほど覆土し、間引くか栽培地に定植して、株間を1m位にする。
種は国内ではほとんど売られていないが、英米ではポピュラーなものなので、ネットショップなどで簡単に入手することができる。